# Arturo Benedetti Michelangeli
Arturo Benedetti Michelangeli (ur. 5 stycznia 1920 w Brescii, zm. 12 czerwca 1995 w Lugano) – włoski pianista, uważany za jedną z największych osobowości pianistycznych XX wieku.

## Życiorys
Rozpoczął lekcje muzyki mając 3 lata, początkowo na skrzypcach a następnie na fortepianie. Jako 10-letni chłopiec wstąpił do Konserwatorium w Mediolanie. W wieku 18 lat w roku 1938 rozpoczął międzynarodową karierę, uczestnicząc w Konkursie Ysaÿe'a w Brukseli, gdzie zajął siódme miejsce.
W 1939 r. został zwycięzcą I Międzynarodowego Konkursu Pianistycznego w Genewie, którego jury przewodniczył Ignacy Jan Paderewski. Występował rzadko i z niewielkim repertuarem, często odwołując zaplanowane koncerty. Na CD dostępne są m.in. jego wykonania Koncertu fortepianowego G-dur Maurice'a Ravela oraz Preludiów Claude'a Debussy'ego. Organizował szereg letnich kursów mistrzowskich, gdzie do jego uczniów należeli m.in. Maurizio Pollini, Martha Argerich, Jerzy Godziszewski oraz Lidia Grychtołówna.
Uczestniczył w pracach jury V Międzynarodowego Konkursu Pianistycznego im. Fryderyka Chopina w Warszawie (1955).